# 三島町 (新潟県)

長岡市における平成の大合併。当町は北西部に位置する。

三島町（みしままち）は、新潟県の中央部、中越地方に位置していた町である。三島郡（さんとうぐん）に属した。長岡市への通勤率は49.6%（平成12年国勢調査）。2005年4月1日に周辺の町村とともに長岡市に編入合併した。

## 地理
- 山：
- 河川：黒川、菖蒲川
- 湖沼：

### 隣接していた自治体
北から時計回りに
- 三島郡和島村
- 三島郡与板町
- 長岡市
- 刈羽郡西山町
- 三島郡出雲崎町

## 歴史
天明年間には脇野町に幕府の公領として代官所がおかれていた。
- 1934年11月1日 - 三島郡脇野町村が町制施行して脇野町となる。
- 1955年3月31日 - 脇野町と三島郡大津村の一部が合併して三島町となる。
- 1956年9月30日 - 三島郡日吉村の大字鳥越、大字七日市を編入する。
- 2005年4月1日 - 長岡市に編入され消滅。

## 行政
- 町長 遠藤鐵四郎（1996年6月25日 - 2005年4月1日）

## 経済

### 産業
- 主な産業
  - 米、金属製品
- 産業人口（2000年国勢調査）
  - 総数：3,674人
  - 第1次産業：209人
  - 第2次産業：1,498人
  - 第3次産業：1,967人

## 教育
- 三島中学校(三中)
- 日吉小学校(日吉小)
- 脇野町小学校（脇小）

## 施設
- みしま中央会館
  - 農村環境改善センター - 1993年（平成5年）9月オープン[2][3]。
  - 三島町郷土資料館 - 1995年（平成7年）11月オープン[4][5]。
- みしま交流センター（三島共同福祉施設） - 1991年（平成3年）10月オープン[6][7]。
- 中央公園 - 1996年（平成8年）開園[8]。

## 交通

最新のバス路線図。「脇野町」付近が当町域。

### 鉄道
私鉄路線である越後交通長岡線が存在し、脇野町駅が中心部に位置していたが、1975年3月31日をもって廃線となっている。

### 道路
- 高速道路
  - なし

- 一般国道
  - 国道352号
  - 国道403号

- 県道
  - 主要地方道
    - 新潟県道69号長岡和島線

## 出身有名人
- 青柳卓雄　鳥越地区の出身：医療機器開発技術者～「パルスオキシメーター」の発明者（科学技術長官賞、紫綬褒章、国際的IEEE賞、内閣総理大臣賞、など受賞）
- 原朋信（THE SUGARFIELDS）